# Ýdra (kommunhuvudort i Grekland)
Ýdra (Hydra) är en kommunhuvudort i Grekland.   Den ligger i prefekturen Nomós Piraiós och regionen Attika, i den sydöstra delen av landet, 70 km söder om huvudstaden Aten. Ýdra ligger 1 meter över havet och antalet invånare är 1 900. Den ligger på ön Hydra.
Terrängen runt Ýdra är huvudsakligen kuperad, men åt nordväst är den platt. Havet är nära Ýdra norrut.  Närmaste större samhälle är Poros, 16,6 km norr om Ýdra. 